# 김희진 (성우)
김희진(1979년 10월 4일 ~ )은 대한민국의 성우이다. 2006년 KBS 32기로 입사했으며 한국방송 성우극회에 소속되어 있다.

## 주요 출연작품

### 애니메이션
- 메타제트 (KBS) - 귀부인 / 여기자 / 까이유 조던 / 간호사 / 패리스 공주 / 윌 / 스포츠 기자 / 군의관 / 뉴스앵커 / 디이
- 볼츠와 블립 (KBS) - 여자 로봇 / 컴퓨터 음성
- 소닉 X (재능TV) - 치즈 / 루즈
- 3, 2, 1 펭귄즈 (재능TV) - 미셸
- 세인트 세이야 오메가 (재능TV) - 아리아

### 애니메이션 영화
- 동키 킹 - 나타샤
- 볼츠와 블립 극장판 - 디고르 / 컴퓨터 음성 프로그램
- 집 - 집신 할머니 / 매표원 / 가영 엄마

### 영화
- 카운터피터 (KBS) - 그레테(힐리 베셀러)
- 윈스턴 처칠의 폭풍전야 (KBS) - 에텔(다니엘 킹)
- 파르나서스 박사의 상상극장 (KBS) - 놀이동산 가족 아들(루이스 코트) / 관람객(에이미 마스턴)
- 미스 에이전트 (KBS) - 카렌(멜리사 드 수사)

### 외화
- 닥터 후 (KBS) - 슈테피(코지마 쇼)
- 리썰 웨폰(KBS) - 아우슬리(린든 스미스)
- 아틀란티스 (KBS) - 메두사(제미마 루퍼)
- 삼총사 (KBS) - 여백작(애나벨 월리스) / 루이즈(페디타 윅스)

### 내레이션
- 영상추적 NOW (TV조선)
- 파워매거진 (MBC)
- MBC 다큐프라임 348회 : 미생물이 우리 몸을 바꾼다 (MBC)